# Dichotomius danieli
Dichotomius danieli là một loài bọ cánh cứng trong họ Bọ hung (Scarabaeidae).